# 錫爾弗城 (北卡羅萊納州)
錫爾弗城（英語：Silver City）是位於美國北卡羅萊納州霍克縣的普查規定居民點。

## 人口
根據2020年美國人口普查的數據，錫爾弗城的面積為3.87平方千米，皆為陸地。當地共有人口643人，而人口密度為每平方千米166.15人。